# Liptál
Liptál är en ort i Tjeckien.   Den ligger i regionen Zlín, i den östra delen av landet, 270 km öster om huvudstaden Prag. Liptál ligger 430 meter över havet och antalet invånare är 1 403.
Terrängen runt Liptál är lite kuperad. Runt Liptál är det ganska tätbefolkat, med 58 invånare per kvadratkilometer. Närmaste större samhälle är Vsetín, 7,6 km nordost om Liptál. I omgivningarna runt Liptál växer i huvudsak blandskog.